# Bugacpusztaháza
Bugacpusztaháza är en ort i Ungern.   Den ligger i provinsen Bács-Kiskun, i den centrala delen av landet, 100 km sydost om huvudstaden Budapest. Bugacpusztaháza ligger 113 meter över havet och antalet invånare är 322.
Terrängen runt Bugacpusztaháza är mycket platt. Runt Bugacpusztaháza är det glesbefolkat, med 19 invånare per kvadratkilometer. Närmaste större samhälle är Kiskunfélegyháza, 16,3 km öster om Bugacpusztaháza. Omgivningarna runt Bugacpusztaháza är en mosaik av jordbruksmark och naturlig växtlighet.